# 矮全唇兰
矮全唇兰（学名：Myrmechis pumila）为兰科全唇兰属下的一个种。

## 扩展阅读
- 維基物種上的相關：矮全唇兰